# Pavlov (kraj ołomuniecki)
Pavlov (niem. Pawlow) – gmina w Czechach, w powiecie Šumperk, w kraju ołomunieckim. Według danych z dnia 1 stycznia 2012 liczyła 605 mieszkańców.
Dzieli się na trzy części:
- Pavlov
- Radnice
- Veselí

Zobacz też:
- Pavlov